# 時間周波数解析
時間周波数解析（、英: time–frequency analysis）は信号を時間領域と周波数領域の両面から解析する手法の総称である。

## 概要
信号処理において1次元信号をそのまま解析する場合、そのドメインは実線となるが、時間周波数解析は適当な変換を元の信号にかけたもの（やはり1変数関数、ドメインは実線）と元の信号とを組み合わせることにより、平面をドメインとする2次元信号を生成し、解析の対象とする。
時間周波数解析は非定常信号の周波数解析などを目的とする（⇒ #動機）。典型的には時間領域の信号を周波数成分の時間変化に変換して分析し、一例として短時間フーリエ変換やウェーブレット変換が挙げられる（⇒ #時間周波数分布関数）。これらは様々な用途で利用されている（⇒ #用途）。時間周波数解析には長い歴史がある（⇒ #歴史）。

## 動機

### 非定常信号の周波数解析
時間周波数解析の目的の1つに非定常信号の周波数解析がある。
周波数解析は信号の全長をひとまとまりと見做し、これがどのような周波数成分で構成されるか分析する。これは信号が全長に渡って定常であることを暗示的前提としている。しかし現実の多くの信号は非定常的・準定常的である（例: 音声、音楽（減衰正弦波）、画像、医用信号。詳細は#用途）。そのためこれら信号を周波数解析しても成分の時間的変化は分析できない。
時間周波数表現は時間的に局在した信号を周波数領域で表現し、別の区間でも同様の表現をする。これにより、時間周波数解析では時間的に周波数特性が変化するような信号を扱える。
たとえば、次の信号を時間によって周波数が変化する信号として表現できる。
{\displaystyle x(t)={\begin{cases}\cos(\pi t);&t<10\\\cos(3\pi t);&10\leq t<20\\\cos(2\pi t);&t>20\end{cases}}}
また、非局所的フーリエ解析による振幅からは次の二つの信号を区別することができない。
{\displaystyle x_{1}(t)={\begin{cases}\cos(\pi t);&t<10\\\cos(3\pi t);&10\leq t<20\\\cos(2\pi t);&t>20\end{cases}}}
{\displaystyle x_{2}(t)={\begin{cases}\cos(\pi t);&t<10\\\cos(2\pi t);&10\leq t<20\\\cos(3\pi t);&t>20\end{cases}}}
時間周波数解析ではこれらの信号は区別できる。

### 数学的動機
この解析手法の数学的な動機付けとして、ある関数とその変換表現とは緊密に関係しあっており、これらをそれぞれ単独に解析するよりも組み合わせて2次元的な対象として解析するほうがより良く対象を理解できることが挙げられる。単純な例として、フーリエ変換の4回周期性、およびフーリエ変換を2回適用すると方向が逆転することは、フーリエ変換を時間・周波数平面上の90°回転であると考えることにより、4回フーリエ変換を適用すると元に戻ること、および2回適用すると180°回転、すなわち元の向きと逆になることが容易に理解できる。

### その他の動機
フーリエ変換を拡張することにより、変化の遅い任意の局所可積分な信号の周波数表現を得られるが、このアプローチは信号の持続時間全体の完全な記述を事前に必要とする。実際、周波数空間上の点群を時間空間全体から得られた情報をぼやけた形で持っていると考えることができる。数学的にはエレガントだが、そのような手法は将来のふるまいが不確定な信号の解析を行うには不適当である。たとえば、電気通信システムが非ゼロエントロピーを達成するためには、未来におけるある程度の不確定性を前提とする必要がある（次に何が来るのか事前にわかっている場合、情報が伝達を行うことはできない）。

## 時間周波数分布関数
時間周波数分布の定式化（あるいは時間周波数表現）として以下が挙げられる：
- 短時間フーリエ変換
  - ガボール変換（英語版）
- ウェーブレット変換
- 双線形時間周波数分布関数（英語版）（ウィグナー分布関数）
- 修正ウィグナー分布関数（英語版）
- ガボール・ウィグナー分布関数（ガボール・ウィグナー変換（英語版）を参照）
- ヒルベルト・ファン変換（英語版）

これら関数は以下のような特性差がある：
|                                  | 分解能   | 交叉項              | 数学的性質 | 計算複雑度                 |
| ガボール変換                     | 悪い     | なし                | 悪い       | 低い                       |
| ウィグナー分布関数               | 良い     | あり                | 良い       | 高い                       |
| ガボール・ウィグナー分布関数     | まあまあ | ほぼなし            | まあまあ   | 高い                       |
| Cone-shape distribution function | まあまあ | （時間的には） なし | まあまあ   | 中程度（再帰的定義の場合） |

理想的には高分解能で、交叉項が無く、数学的性質が良く、計算複雑度が低いものが良い。ウィグナー分布関数は、その定式化に自己相関関数を含むため、分解能は高いが交叉項が問題を起こす場合がある。そのため、単項信号を解析したい場合にはウィグナー分布関数が最適のアプローチとなる。信号が複数の成分から成る場合には、ガボール変換やガボール・ウィグナー分布関数、修正ベータ分布関数などの別のアプローチを選んだ方がよい。
時間周波数分布関数の選択基準の1つは分析目的（用途）である。他の基準として信号そのもの（=信号標本に合った関数を選ぶ）がある。

## 用途
以下の用途は時間周波数分布関数の選択と信号処理を要する。

### 瞬時周波数推定
瞬時周波数は瞬時位相{\displaystyle \phi (t)} の時間変化率であり、以下の式で定義される：
{\displaystyle {\frac {1}{2\pi }}{\frac {d}{dt}}\phi (t)}
像が鮮明であれば時間周波数表現から直接瞬時周波数を知ることができる。鮮明さが重要でありウィグナー分布関数が多用される。

### フィルタリングと信号分解
フィルタリングの目的は望ましくない信号成分の除去であり、信号分解の目的は信号成分の良い分離である。これらのために、古典的には時間領域あるいは周波数領域で独立してフィルターが適用される（図参照）。しかしこの手法は時変の周波数成分を分離できない（図参照）。
時間周波数分析により、ユークリッド的時間周波数ドメインについて、もしくは分数次フーリエ変換により分数次ドメインについてフィルタを適用できる。フィルタの設計は常に複数成分からなる複数の信号を扱うため、交叉項のあるウィグナー関数を用いることはできず、ガボール変換、ガボール・ウィグナー分布関数もしくはCohenクラス分布関数などを使うことができる。

### 標本化定理
ナイキスト・シャノンの標本化定理により、エイリアスを生じさせないために必要な標本点の数は、信号の時間周波数分布の面積と等しいことが言える（これは実際には近似である。任意の信号の時間周波数面積は実際には無限大である）。標本化定理を時間周波数分布と組み合わせる前と後についての例を以下に示す。
時間周波数分布を適用すると標本点の数が減ることは特筆に価する。
ウィグナー分布関数では交叉項（干渉とも）の問題がありうる。ガボール変換の場合、表現の鮮明さと可読性が向上し信号の解釈および実践的問題への応用可能性も向上する。結果として、単一成分から成る信号を標本化する場合にはウィグナー分布関数が用いられ、複数の成分から成る信号に対してはガボール変換やガボール・ウィグナー分布関数などの干渉が抑えられる時間周波数分布が用いられる。バリアン・ロウの定理はこのことを定式化しており、必要最低限の時間周波数標本数を与える。

### 変調および多重化
古典的な変調と多重化は時間領域あるいは周波数領域単体で扱われていた。時間周波数分布を活用し、時間周波数平面の隙間を埋めることにより変調および多重化をより効率的に行える。以下に例を示す（例のとおり、ウィグナー分布関数は交叉項の問題が著しく、この用途には適さない）。

### 電磁波の伝播
電磁波は2×1行列の形に表わすことができる。
{\displaystyle {\begin{bmatrix}x\\y\end{bmatrix}}}
これは時間周波数平面と似ている。自由空間を伝播する電磁波にはフレネル回折が起こる。これは2×1行列
{\displaystyle {\begin{bmatrix}x\\y\end{bmatrix}}}
にパラメータ行列
{\displaystyle {\begin{bmatrix}a&b\\c&d\end{bmatrix}}={\begin{bmatrix}1&\lambda z\\0&1\end{bmatrix}}}
（ここで z は伝播距離を、λ は波長を表わす）のLCTを作用させることで表現できる。電磁波が球面レンズ通過もしくは円盤により反射されるとき、パラメータ行列はそれぞれ以下のようになる。
{\displaystyle {\begin{bmatrix}a&b\\c&d\end{bmatrix}}={\begin{bmatrix}1&0\\-{\frac {1}{\lambda f}}&1\end{bmatrix}}}
{\displaystyle {\begin{bmatrix}a&b\\c&d\end{bmatrix}}={\begin{bmatrix}1&0\\{\frac {1}{\lambda R}}&1\end{bmatrix}}}
ここで f はレンズの焦点距離を、R は円盤の半径を表わす。その結果は以下のような形式で得られる。
{\displaystyle {\begin{bmatrix}a&b\\c&d\end{bmatrix}}{\begin{bmatrix}x\\y\end{bmatrix}}}

### 線形正準変換
線形正準変換(LCT)は有用で、時間周波数平面上の信号形を任意形状に変換できる。たとえば、任意位置への移動、面積を保った伸縮、傾斜、回転（分数次フーリエ変換）などが可能である。

### その他の応用
時間周波数解析は工学的に広く応用される。以下はその一例である：
- 音響学
  - 音声分析: ガボール変換など
- 生体医学
  - 筋電計信号
  - 脳波
  - 心電図
  - 耳音響放射解析
- 光学

## 歴史
時間周波数解析に関する初期の業績として、ハール・アルフレッドのハールウェーブレット(1909)が挙げられる。しかし、これは信号処理にあまり適用されることはなかった。より影響の大きい業績としてガーボル・デーネシュによる初期のウェーブレットと言えるGabor atom (1947)や短時間フーリエ変換を修正したガボール変換が挙げられる。ジャン・ビレ信号処理の文脈に導入したウィグナー・ビレ分布(1948)も基盤的業績として挙げられる。
特に1930年代および1940年代には、初期の時間周波数解析が量子力学と歩調を合わせて開発された。ウィグナーはウィグナー・ビレ分布を1932年に量子力学の分野で開発し、ガーボルは量子力学の影響を受けていた。これは位置・運動量平面と時間・周波数平面との間の数学的共通性を反映している。たとえば、量子力学におけるハイゼンベルグの不確定性原理は時間周波数解析におけるガボール限界に相当し、これらはどちらも究極的にはシンプレクティック構造を反映したものである。